# 931
931 (CMXXXI) fue un año común comenzado en sábado del calendario juliano, en vigor en aquella fecha.

## Acontecimientos
- Alfonso IV renuncia al trono de León.
- Ramiro II accede al trono de León.
- Fernán González aparece como conde soberano de Castilla.
- Juan XI sucede a Esteban VII como papa.

## Fallecimientos
- 29 de mayo - Jimeno Garcés de Pamplona, regente del reino de Pamplona e hijo de García Jiménez de Pamplona.
- Onneca Sánchez de Pamplona. Reina consorte de León por su matrimonio con Alfonso IV de León. Fue hija del rey Sancho Garcés I de Pamplona.

## Efemérides
• Enero: Se cumple un milenio del nacimiento de la reina Cleopatra.